# Baffour Gyan
Baffour Gyan (* 2. července 1980 Accra, Ghana) je ghanský fotbalista, který působil v české Gambrinus lize. Do svého týmu si ho vybralo vedení libereckého fotbalu a Gyan se stal na dlouhou dobu velkou oporou týmu, i když nenastupoval stabilně. I díky němu mohl Liberec slavit ligový titul. V roce 2004 odešel hrát do Ruska, kde působil v týmech Dinamo Moskva a FK Saturn Moskevská oblast.